# Асіда (страва)
Асіда (араб.:عصيدة ‘aṣīdah) — традиційна арабська страва, яку готують зазвичай із пшеничного борошна, іноді з додаванням вершкового масла або меду. Іноді соусом виступає суміш з рубленого м'яса, томатів, часнику та кислого молока . Страва особливо популярна в Лівії, Тунісі, Судані, Саудівській Аравії та Ємені. Асіду прийнято їсти руками.

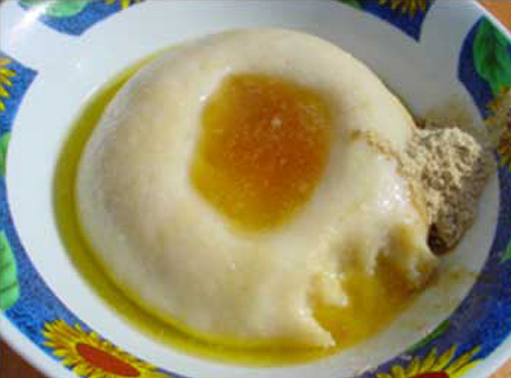
Асіда, приправлена вершковим маслом

## Історія
Перша документальна згадка про асіду відноситься до XIII століття і знаходиться в іспансько-мусульманській кулінарній книзі. Відомо, що в XIII-XIV століттях в гірській місцевості Ер-Риф готували не з пшеничного борошна, а зі смаженого ячменю. Приблизно в XV столітті до страви почали додавати Арганову олію, що зафіксував арабський географ Лев Африканський.

## Варіації
В Лівії асіду подають зі спеціальним солодким сиропом або медом.
В Судані страва вживається в їжу з томатним соусом.